# زوگلو
زوگلو (به مجاری:  Zugló) ناحیهٔ ۱۴ از ۲۳ ناحیهٔ بوداپست در مجارستان است. زوگلو ۱۸٫۱۳ کیلومتر مربع مساحت و طبق آمار اول ژانویهٔ سال ۲۰۱۹، ۱۲۴٬۲۱۸ نفر جمعیت دارد.

## خواهرخوانده
| - ولیکو ترنوو، بلغارستان - راسیبورز، لهستان - شتگلیتس-تسهلندورف، آلمان | - راکوش، رومانی - میروراچو، رومانی - چالپان‌آتا، قرقیز |